# Serviço Geológico do Brasil

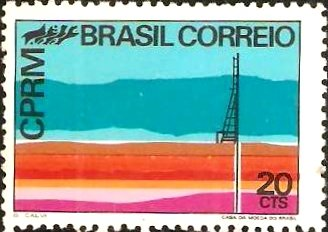
Postwertzeichen Brasiliens (April 1986) mit der Darstellung einer geowissenschaftlichen Bohrung durch CPRM

Der Serviço Geológico do Brasil (SGB, englisch Geological Survey of Brazil) ist der Geologische Dienst von Brasilien. Die Behörde untersteht dem Ministerium für Bergbau und Energie (Ministério de Minas e Energia) und ihre oberste Leitung hat ihren Sitz in Brasília. Die Hauptverwaltungsbereiche und die technischen Abteilungen befinden sich in Rio de Janeiro. Zudem gibt es mehrere regionale Niederlassungen.

## Institutionelle Geschichte
Der Serviço Geológico e Mineralógico do Brasil (Geologische und Mineralogische Dienst Brasiliens) wurde durch die Verordnung Nr. 6323 vom 10. Januar 1907 zum Zweck gegründet, den geologischen Aufbau, die Mineralogie und die Bodenschätze des brasilianischen Territoriums zu erkunden. Zum Zeitpunkt seiner Gründung war der Dienst dem Ministério da Indústria, Viação e Obras Públicas (Ministerium für Industrie, Verkehr und öffentliche Arbeiten) unterstellt. Somit handelt es sich um die älteste Vorgängerinstitution des SGB und sie war seit seiner Gründung über einen langen Zeitraum eine Struktureinheit in den jeweils zuständigen Ministerien. Die Verordnung Nr. 7501 vom 12. August 1909 unterstellte die Dienststelle dem Ministério da Agricultura, Indústria e Comércio (Ministerium für Landwirtschaft, Industrie und Handel).
Auf Grundlage des Dekrets Nr. 6402 vom 28. Oktober 1940 wurde der Serviço Geológico e Mineralógico do Brasil zur „Abteilung Geologie und Mineralogie“ im Ministerium transformiert.
Ende der 1960er Jahre setzte sich in brasilianischen Regierungskreisen die Auffassung durch, vorrangig nur solche geologische Untersuchungsaufgaben zu entwickeln und zu beschleunigen, die dem Ziel der Erforschung von Lagerstätten mineralischer Bodenschätze dienen würden. Dieser Sichtweise folgte eine Reform des bisherigen Aufgabenzuschnitts für den Geologischen Dienst.
Daraus ergab sich die unmittelbare Vorgängerinstitution des SGB, die am 15. August 1969 formal gegründete Companhia de Pesquisa de Recursos Minerais (CPRM, deutsch etwa: „Forschungsgesellschaft für mineralische Rohstoffe“). Sie wurde mit Aufgaben der geowissenschaftlichen Erkundung betraut, die sie am 30. Januar 1970 aufnahm. Im Rahmen ihres Organisationsmodells wurden nun staatliche und privatwirtschaftliche Zielsetzungen miteinander verknüpft.

Aktuelle administrative Gliederung Brasiliens

Der aktuell existierende Geologische Dienst Brasiliens (SGB) wurde am 28. Dezember 1994 (Gesetz Nr. 8970) zum Staatsunternehmen umgewandelt und setzte in dieser Rechtsform am 20. Juni 1995 die wesentlichen und im öffentlichen Interesse liegenden Aufgaben fort. Damit vollzog sich der Übergang vom bisherigen Profil der CPRM in die neue Struktur des SGB. Die Regionalstandorte in acht brasilianischen Bundesstaaten befinden sich in:
- Belém (Bundesstaat Pará),
- Belo Horizonte (Minas Gerais),
- Goiânia (Goiás),
- Manaus (Amazonas),
- Porto Alegre (Rio Grande do Sul),
- Recife (Pernambuco),
- Salvador (Bahia) und
- São Paulo (São Paulo).

Diese Dienststellen leisten den Hauptanteil im Rahmen des Aufgabenprofils der Behörde. Ferner sind daran drei kleinere Dienststandorte beteiligt. Sie befinden sich in:
- Fortaleza (Bundesstaat Ceará),
- Porto Velho (Rondônia) und
- Teresina (Piauí).

Ferner werden zu Informationszwecken und zur organisatorisch-technischen Unterstützung drei weitere Dienstbereiche in Criciúma (Santa Catarina), Cuiabá (Mato Grosso) und Natal (Rio Grande do Norte) unterhalten. In Apiaí (São Paulo), Caçapava do Sul (Rio Grande do Sul) und Morro do Chapéu (Bahia) befinden sich Ausbildungseinrichtungen.
Mit der Überführung in die volle staatliche Regie im Jahre 1995 endete die bis dahin kommerzielle Ausrichtung und es entwickelte sich eine Neuorientierung mit dem Ziel, die institutionelle Zusammenarbeit mit Bundes-, Landes- und Kommunalbehörden landesweit auszubauen.

## Aufgaben
Die Kernaufgabe der brasilianischen Bundesbehörde für Geologie- und Umweltfragen besteht in der Gewinnung, Auswertung und Sammlung von Daten sowie weitere Informationen über die geologischen Verhältnisse des Landes, vorhandener mineralischer Rohstoffe und verfügbarer Wasserressourcen. Dabei haben sich spezielle Tätigkeitsfelder, wie Umweltgeologie, Hydrogeologie und geologische Gefahren entwickelt. Sie ist in der Form als Staatsunternehmen weiterhin betriebswirtschaftlich strukturiert und führt deshalb den ergänzenden Namenszusatz Companhia de Pesquisa de Recursos Minerais (CPRM) fort.
Im zuständigen Ministerium für Bergbau und Industrie wird die politische Aufsicht vom Secretaria de Geologia, Mineração e Transformação Mineral (deutsch etwa: „Sekretariat für Geologie, mineralische Rohstoffe und Verarbeitung“) ausgeübt.

## Auswahl langfristiger Aktivitäten
In den 1970er Jahren begann eine systematische und landesweite geologische Kartierung im Maßstab von 1:250.000. Besondere Anstrengungen wurden für Erkundungsarbeiten im Amazonasgebiet unternommen. Weitere bemerkenswerte Erkenntnisse ergaben sich im Nordosten Brasiliens. In den Grenzregionen zwischen den Bundesstaaten Amapá und Pará entdeckten Geologen eine große Fe-Cu-Ni-Sulfidlagerstätte in basischen und ultrabasischen Gesteinseinheiten mit beachtlichen Goldgehalten. Ebenfalls in Pará untersuchte der Geologische Dienst (CPRM) in den 1980er Jahren die größte polymetallische Mineralprovinz der Welt.
Neben der Erstellung geologischer Karten wurden in allen Landesteilen Projekte begonnen, die zu beachtlichen Entdeckungen von Bleierz-, Diamant-, Gips-, Gold-, Kalium-, Kaolin-, Kohle-, Kupfererz-, Nickelerz-, Nioberz-, Phosphat-, Torf-, Zinkerz- und Zinnerzvorkommen führten. Die Erkundungsergebnisse wurden in den 1980er Jahren fortgesetzt und entfalteten für wirtschaftliche Inanspruchnahmen erste Wirkungen. CPRM konnte auf Basis eigener Erkundungsarbeiten 376 Abbaugenehmigungen erwerben, die in Verbindung mit 30 Projektregionen ergingen. Erkennbare wirtschaftliche Erfolgsaussichten rechtfertigten im Nachgang die hohen Aufwendungen für die zuvor erbrachten geologischen Erkundungen und Kartierungen.
Im Zuge der vollständigen Verstaatlichung vergrößerte sich das Aufgabenprofil. Nun kamen Forschungsaufgaben in der Paläontologie und Meeresgeologie sowie im Bereich Erdbeben, Erdrutsche, Hochwasser, Dürren und Wüstenbildung hinzu, was insgesamt den geowissenschaftlichen Blickwinkel auf Umweltthemen erweiterte. Nach der Jahrtausendwende wurde die Erkundung mit modernen Methoden weiter ausgebaut. Diese Aktivitäten konzentrierten sich besonders auf die Grundgebirgseinheiten. Es kamen dabei Verfahrensweisen mit Luftbildaufnahmen und geochemischen Analysen zur Erstellung metallogenetischer Planunterlagen zum Einsatz. Erkundungen in den Kristallinregionen wurden mit magnetometrischen und gammaspektrometrischen Verfahren unternommen.

## Öffentliche Sammlungen

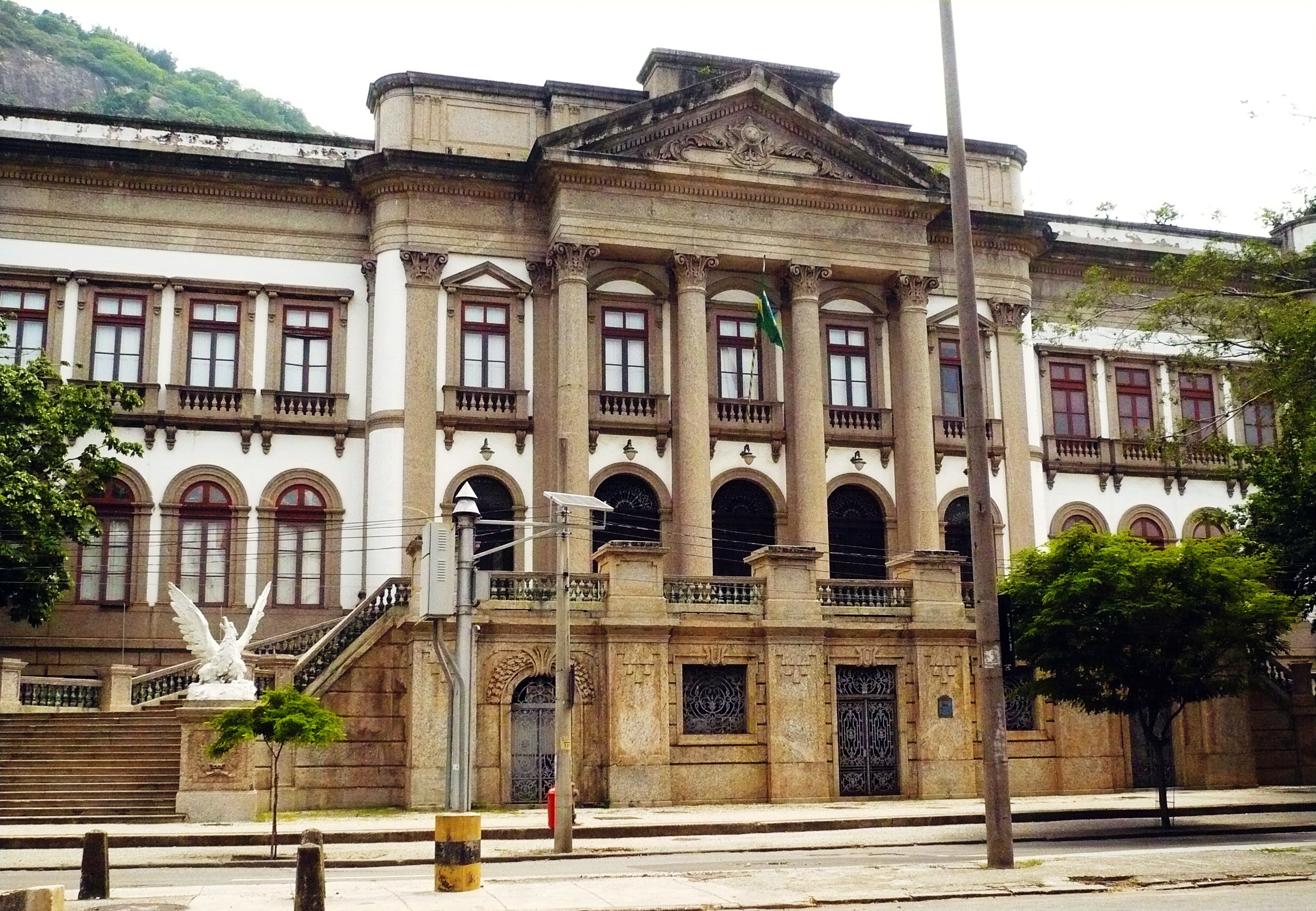
Museum der Erdwissenschaften in Rio de Janeiro

- Museu de Ciências da Terra, in Rio de Janeiro, gegründet 1907
- Museu de Geologia, in Porto Alegre, gegründet im Januar 1995
- Biblioteca Octávio Barbosa, die zentrale Fachbibliothek des SGB, gegründet 1971[7]

## Periodika
- Journal of the Geological Survey of Brazil, JGSB (erscheint seit April 2018)
- Brasil geológico: informativo do Serviço Geológico do Brasil, CPRM (erscheint seit 2002)
- Relatório anual (nachgewiesen seit 2006)
- A Terra em revista: revista técnica e informativa da CPRM (nachgewiesen seit 1996)
- Relatório Anual da Administração.[8]